# Patrick V. McNamara

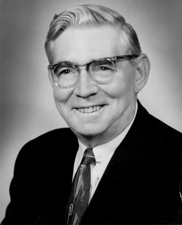
Patrick V. McNamara

Patrick Vincent McNamara (* 4. Oktober 1894 in Weymouth, Norfolk County, Massachusetts; † 30. April 1966 in Bethesda, Maryland) war ein US-amerikanischer Politiker (Demokratische Partei), der den Bundesstaat Michigan im US-Senat vertrat.
Nach seiner Ausbildung auf den öffentlichen Schulen von Weymouth und Quincy zog Patrick McNamara 1921 nach Detroit um, wo er neben seiner beruflichen Tätigkeit in der Baubranche auch auf gewerkschaftlichem und bürgerschaftlichem Gebiet aktiv war. Von 1942 bis 1945 stand er der örtlichen Niederlassung des zuvor von der Bundesregierung ins Leben gerufenen Office of Price Administration vor. Zwischen 1946 und 1954 war er Vizepräsident der Stanley-Carter Company. Dem Stadtrat von Detroit gehörte McNamara von 1946 bis 1947 an, dem Bildungsausschuss der Stadt dann ab 1949.
1954 erfolgte schließlich seine Wahl in den Senat der Vereinigten Staaten, wo er sein Mandat ab dem 3. Januar 1955 wahrnahm. 1960 wurde er für weitere sechs Jahre bestätigt, doch noch vor Ablauf seiner zweiten Amtszeit starb Patrick McNamara am 30. April 1966 im Bethesda Naval Hospital. Während seiner Zeit im Senat war er unter anderem Vorsitzender des Ausschusses für öffentliche Bauten.
Das Patrick V. McNamara Federal Building, ein Bürohochhaus in Detroit, wurde nach ihm benannt.